# Charlie Sanders
Charles Alvin „Charlie“ Sanders (* 25. August 1946 in Richlands, North Carolina; † 2. Juli 2015 in Royal Oak, Michigan) war ein US-amerikanischer American-Football-Spieler. Er spielte als Tight End in der National Football League (NFL) bei den Detroit Lions.

## Spielerlaufbahn

### Collegekarriere
Charlie Sanders wurde in Richlands geboren, im Alter von acht Jahren zog er mit seinem Vater nach dessen Militärdienstzeit nach Greensboro, wo er auch die High School besuchte. Nach seinem zweiten Lebensjahr wurde er überwiegend von einer Tante erzogen, da seine Mutter gestorben war. Auf der High School war er als Footballspieler und Basketballspieler aktiv. Nach seinem Wechsel zur University of Minnesota spielte er auch bei den Minnesota Golden Gophers Basketball und Football. Im Jahr 1967 gewann er mit seiner Footballmannschaft die Big Ten Conference.

### Profikarriere
Charles Sanders wurde im Jahr 1968 von den von Joe Schmidt trainierten Detroit Lions in der dritten Runde an 74. Stelle gedraftet. Im Jahr 1970 gelang es den Lions in die Play-offs einzuziehen, wo man allerdings vorzeitig nach einer 5:0-Niederlage gegen die Dallas Cowboys vorzeitig ausschied. Bis zu seinem Karriereende im Jahr 1977 gelang es Sanders nicht mehr mit seinem Team in die Play-offs einzuziehen.

## Nach der Laufbahn
Charlie Sanders arbeitete seit dem Ende seiner Laufbahn in verschiedenen Funktionen in der Organisation der Detroit Lions. In den Jahren 1983 bis 1988 moderierte er die Spiele der Lions im vereinseigenen Radio. Von 1989 bis 1996 war er dort als Assistenztrainer tätig. Er betreute unter anderem den mehrfach für den Pro Bowl nominierten Wide Receiver Herman Moore. 1991 konnte er mit seiner Mannschaft in das NFC Championship Game einziehen, wo man allerdings den Washington Redskins mit 41:10 unterlag. Sanders starb am 2. Juli 2015 im Alter von 68 Jahren in Royal Oak, Michigan, an den Folgen einer Krebserkrankung.

## Ehrungen
Sanders spielte siebenmal im Pro Bowl, dem Abschlussspiel der besten Spieler einer Saison. Er wurde sechsmal zum All-Pro gewählt und ist Mitglied im NFL 1970s All-Decade Team, in der Pro Football Hall of Fame, in der North Carolina Sports Hall of Fame und im Detroit Lions 75th Anniversary All Time Team.